# Capilla Moriah

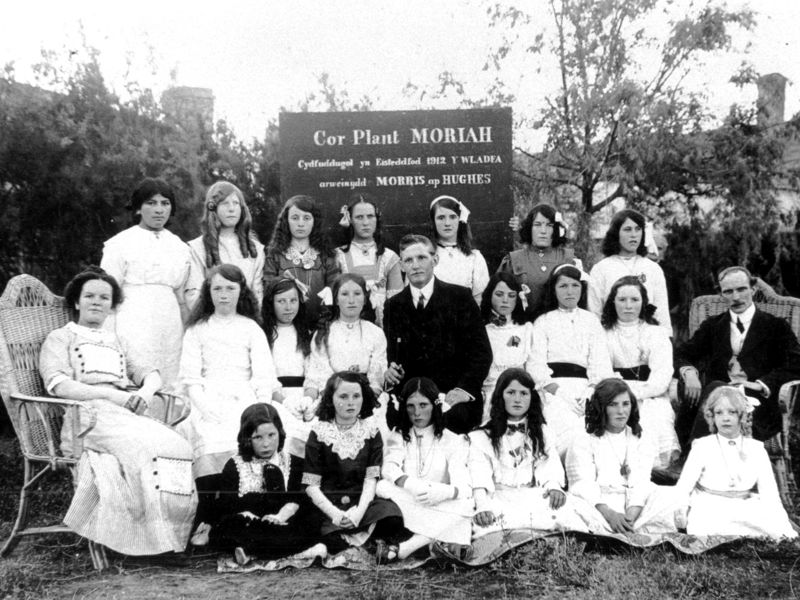
Coro de niñas de la capilla Moriah en 1912

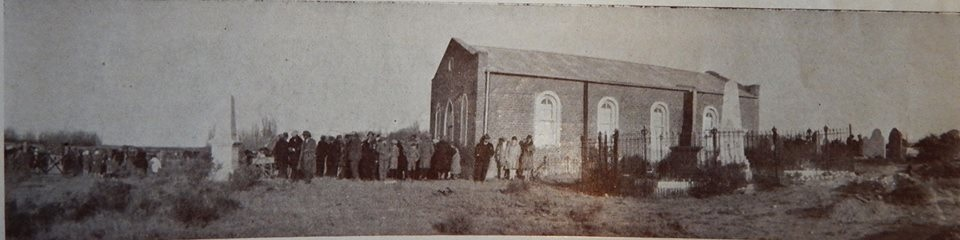
Capilla Moriah el 28 de julio de 1929 durante una Fiesta del Desembarco.

La capilla Moriah es la tercera de las primeras capillas galesas construidas en el valle inferior del río Chubut, provincia del Chubut, Argentina. y que aún está en pie. Las dos anteriores, ubicadas en otros emplazamientos, habían sido construidas con materiales precarios y no resistieron a la gran inundación de 1899. 
El culto inaugural de Moriah tuvo lugar el 4 de enero de 1880 (145 años), siendo su primer pastor el Reverendo Abraham Matthews. Debe su nombre a un monte mencionado en la Biblia. La idea de crear esta capilla en la zona surgió a partir de la necesidad de contar con servicio religioso más próximo a sus casas, pues hasta ese momento concurrían a Rawson. Es la primera Capilla Protestante Independiente en la zona.
Actualmente se pueden visitar sus instalaciones los martes de 16 a 19, jueves de 10 a 12 y sábados de 10 a 12 h.

## Localización
Está ubicada al sur de la ciudad de Trelew en las proximidades del río Chubut. Cuando fue construida, la zona rural aledaña se llamaba Glyn Du (valle negro en galés). Luego, la capilla dio nombre a toda la zona. En sus primeros años funcionó como edificio religioso; también, como escuela y centro de reuniones para la comunidad.

## Historia
Dentro del predio donado por Rhydderch Hughes se encuentra el cementerio donde descansan los restos de 38 de los primeros colonos llegados en el velero Mimosa, entre ellos Abraham Matthews y Lewis Jones. El 6 de octubre de 1965, al cumplirse el Centenario de la Colonización, la capilla y el cementerio fueron declarados Monumento Histórico Provincial por Ley N.º 568.
El monolito de mármol que se encuentra a su frente y que fuera realizado por colecta pública, fue erigido en memoria del Reverendo Abraham Matthews. Destinado a ser colocado en la Plaza Independencia del centro de Trelew, se optó por el emplazamiento actual a pedido expreso de su señora esposa.
En los primeros años funcionó como escuela primaria, salón de actividades culturales, sociales, económicas. Posee una puerta principal con nueve ventanas, teniendo adosado un cuerpo auxiliar de 8 por 6 metros, con una puerta de entrada y cuatro ventanas. En ocasión de cumplirse el primer Centenario de la Colonización Galesa, fue dotada de energía eléctrica, y construido el cerco de mampostería con rejas, por la Asociación San David.

## Galería

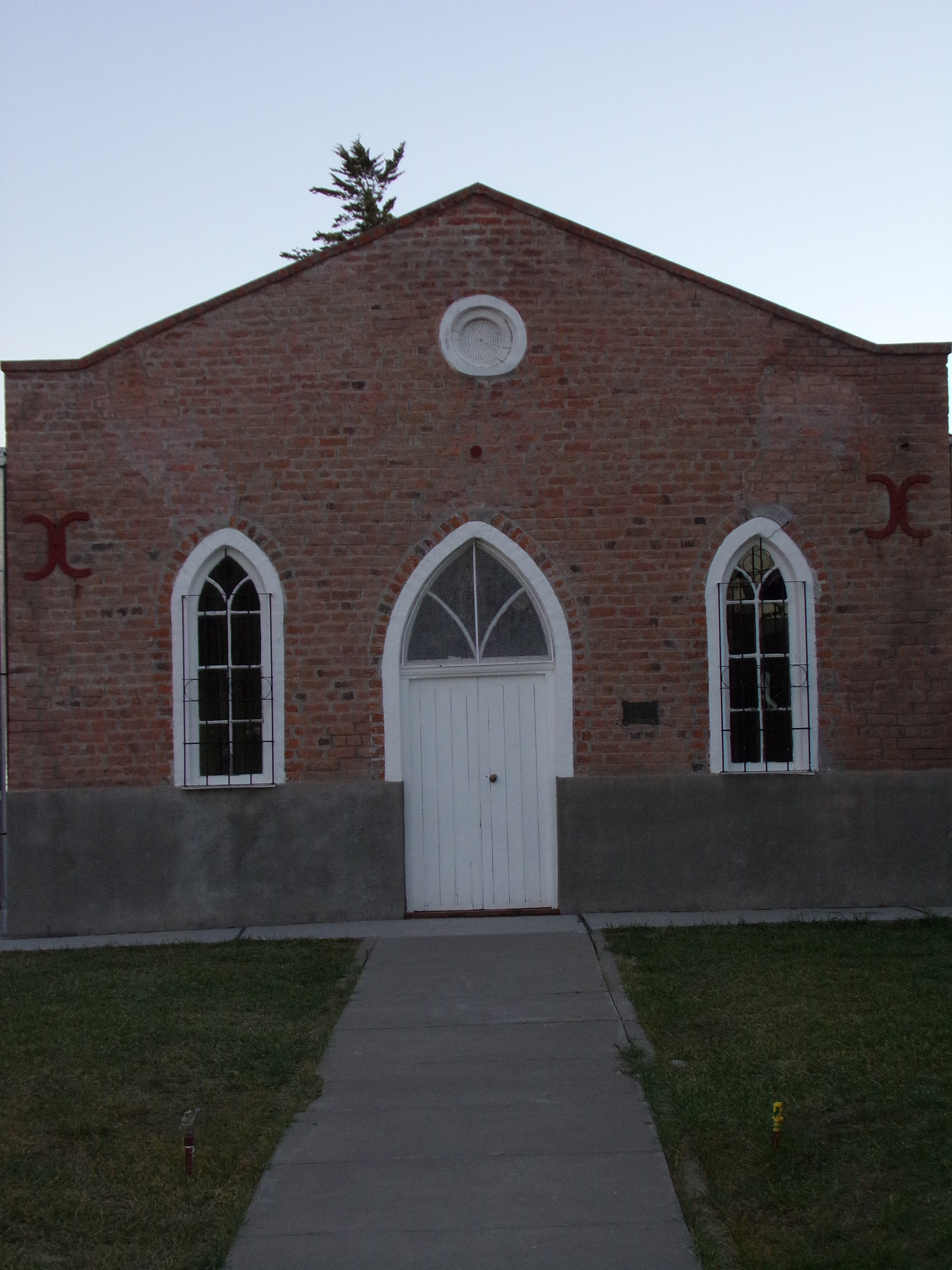
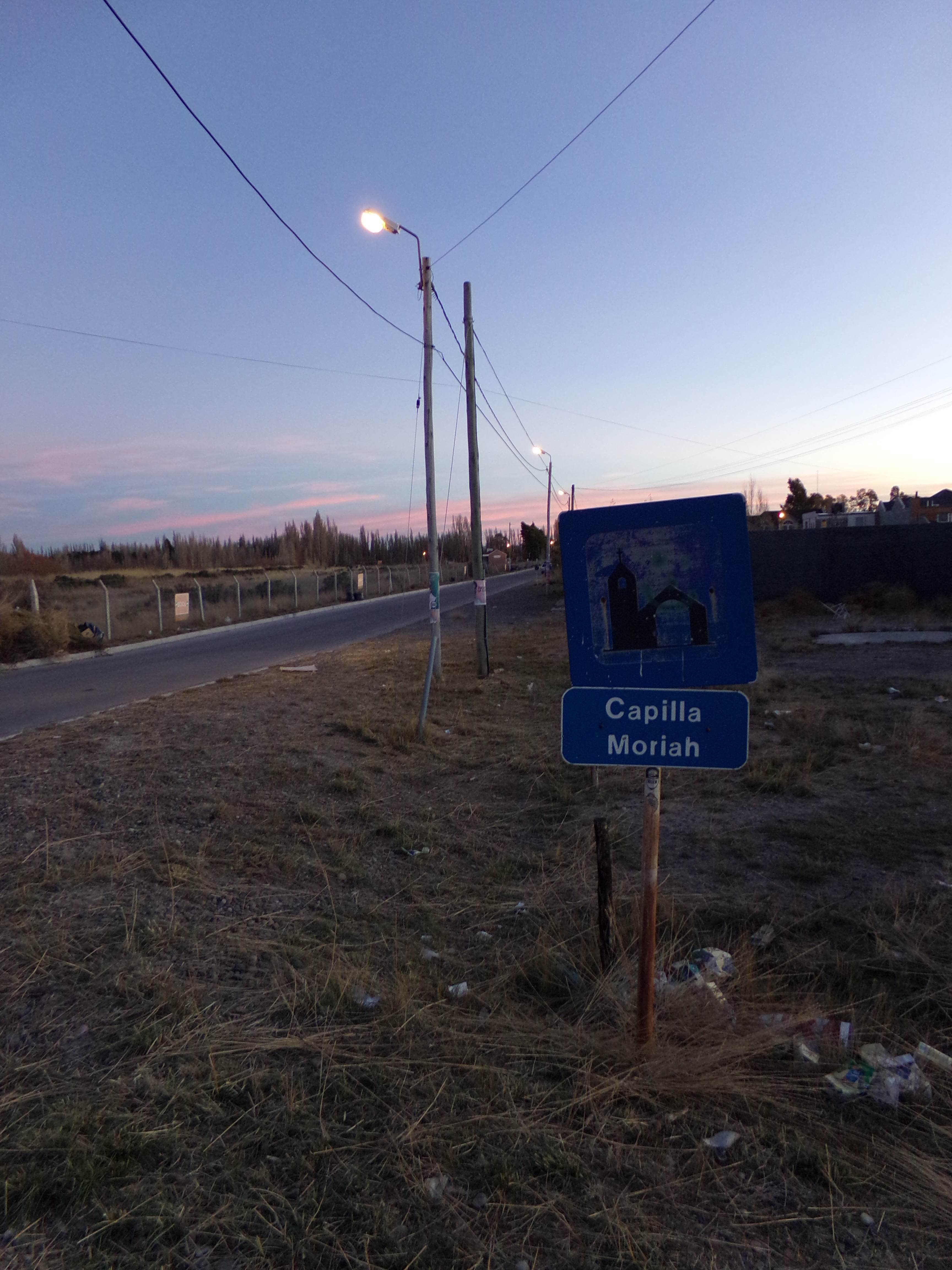
Calle Moriah, que llega a la capilla.
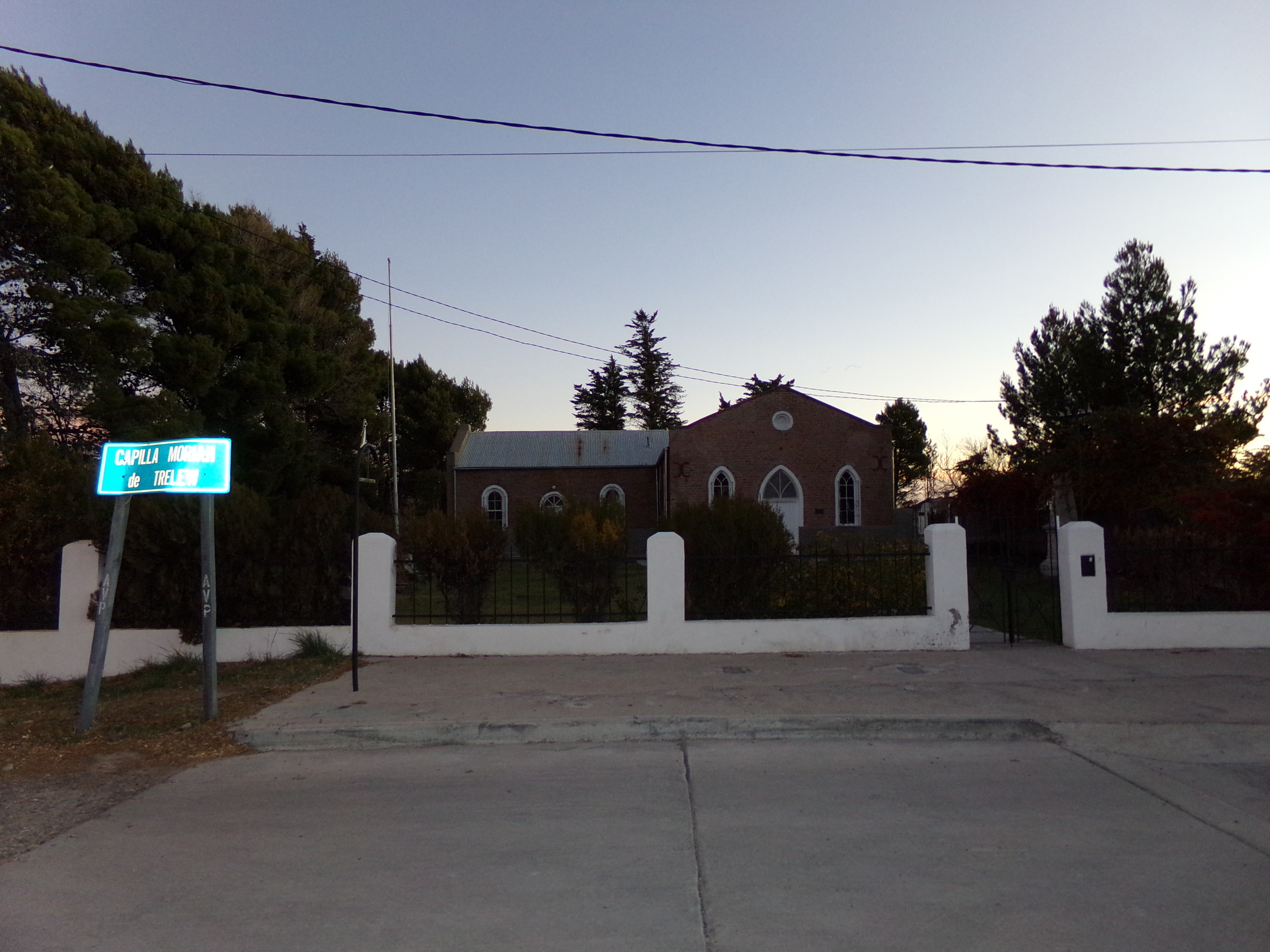
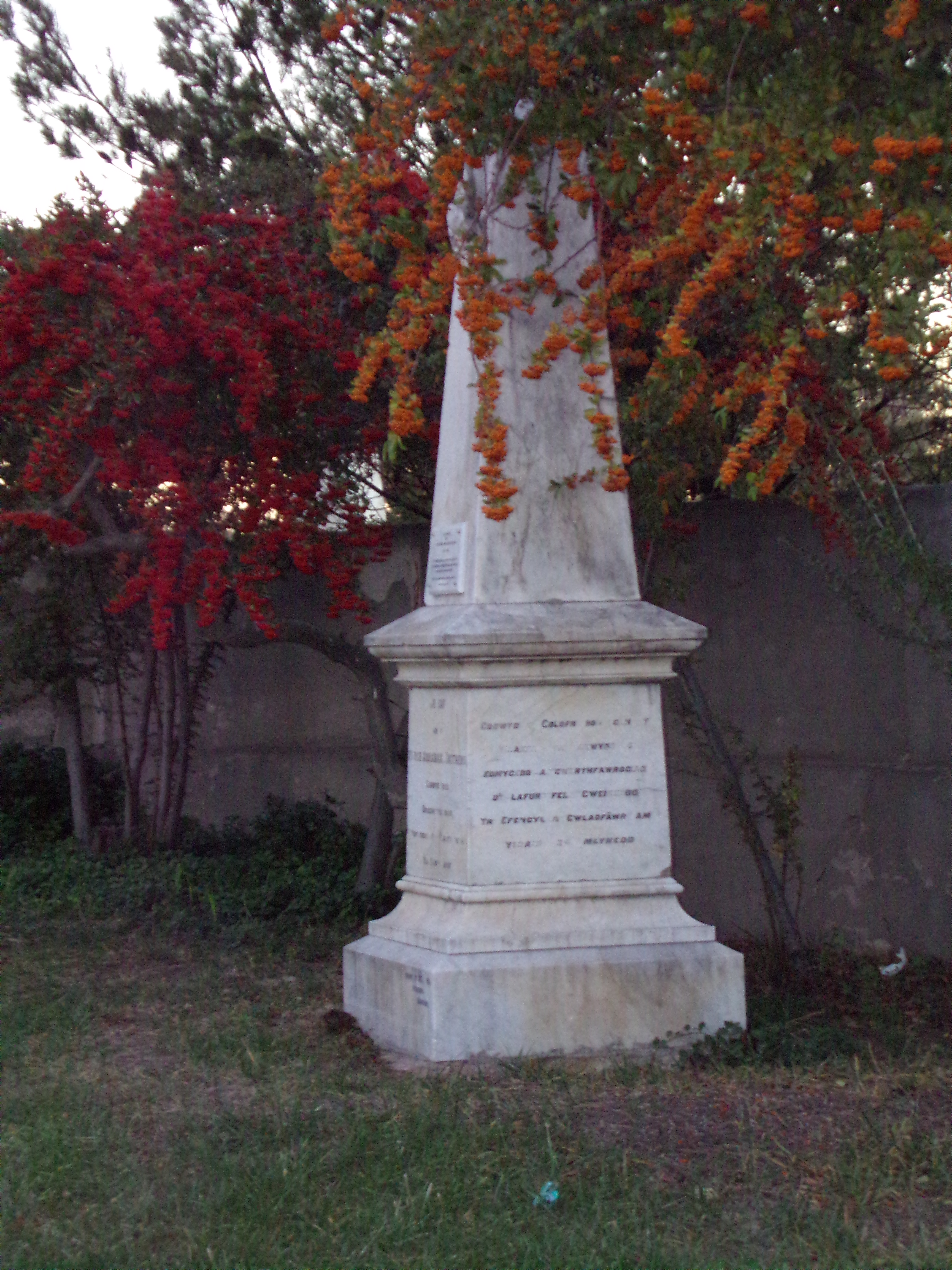
Monolito en galés.
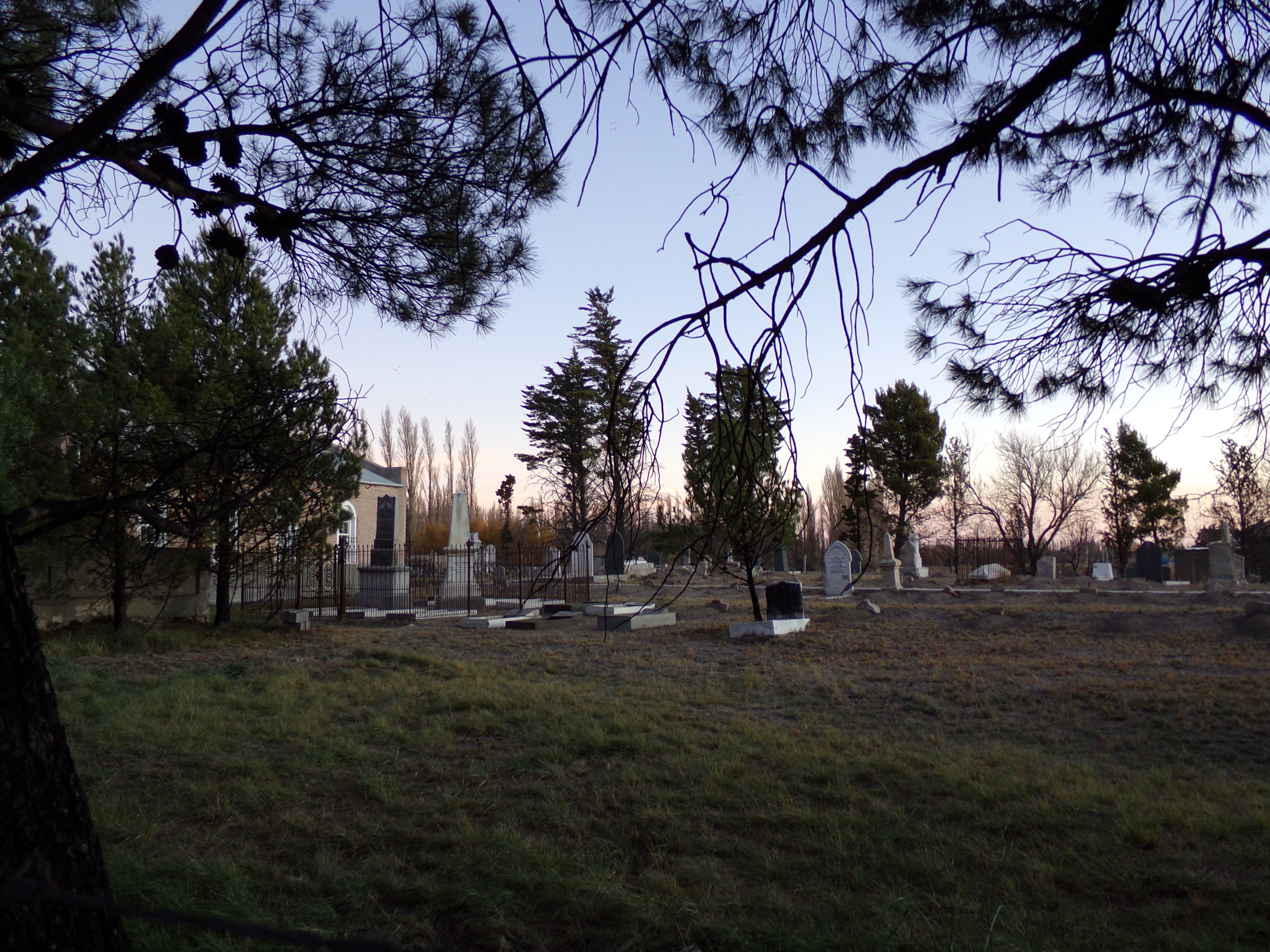
Vista del cementerio.
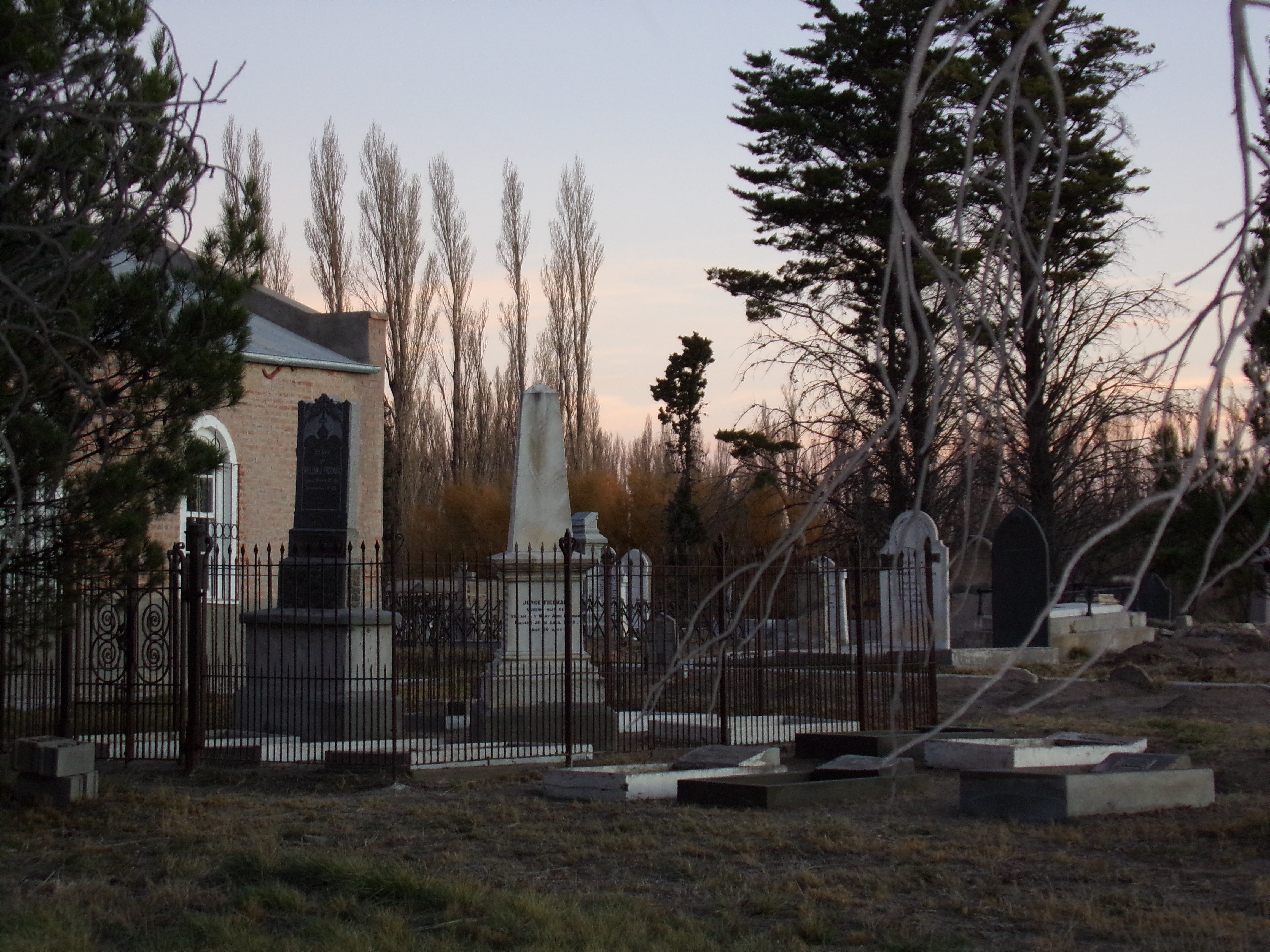
Cementerio.
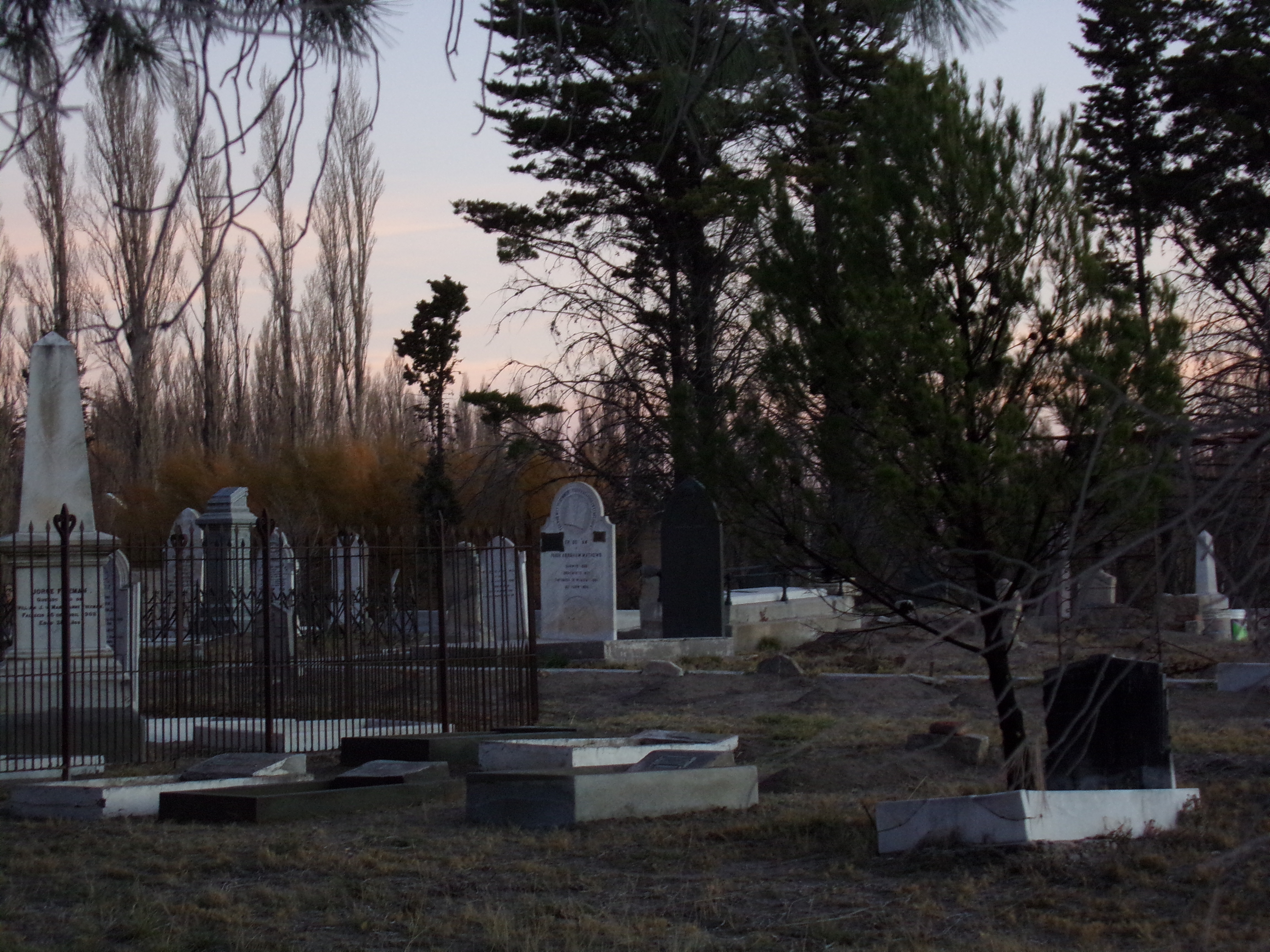
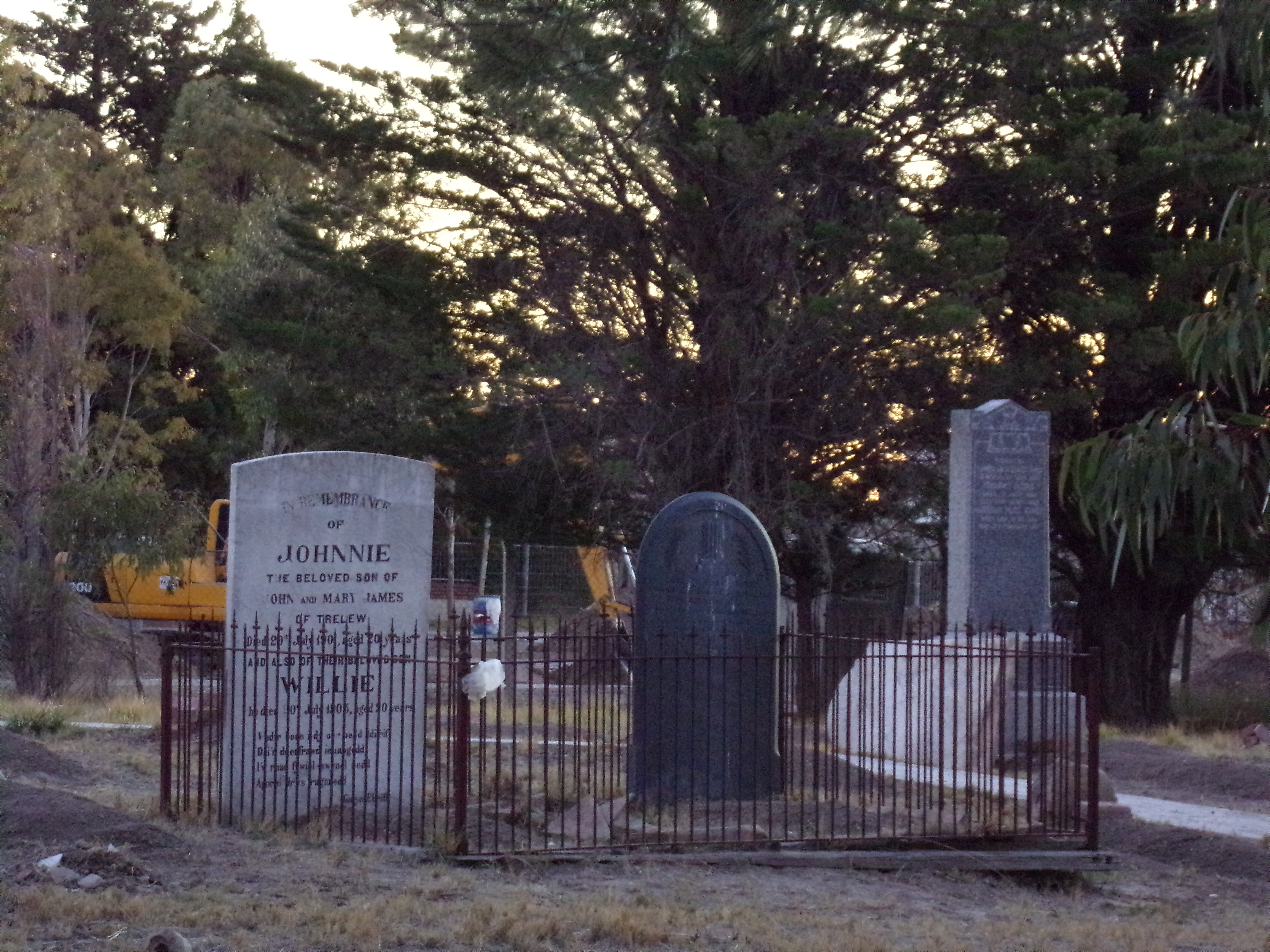
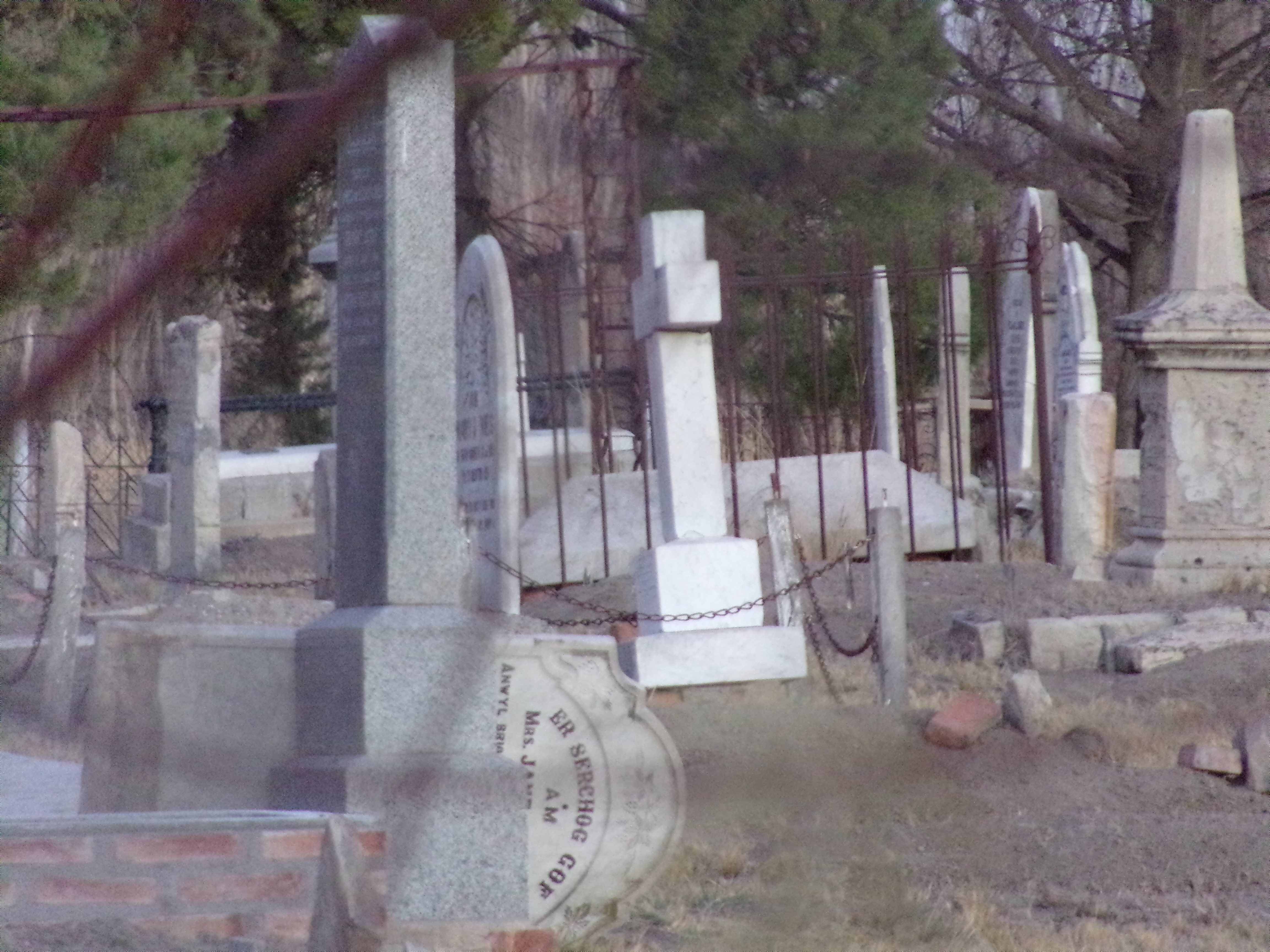
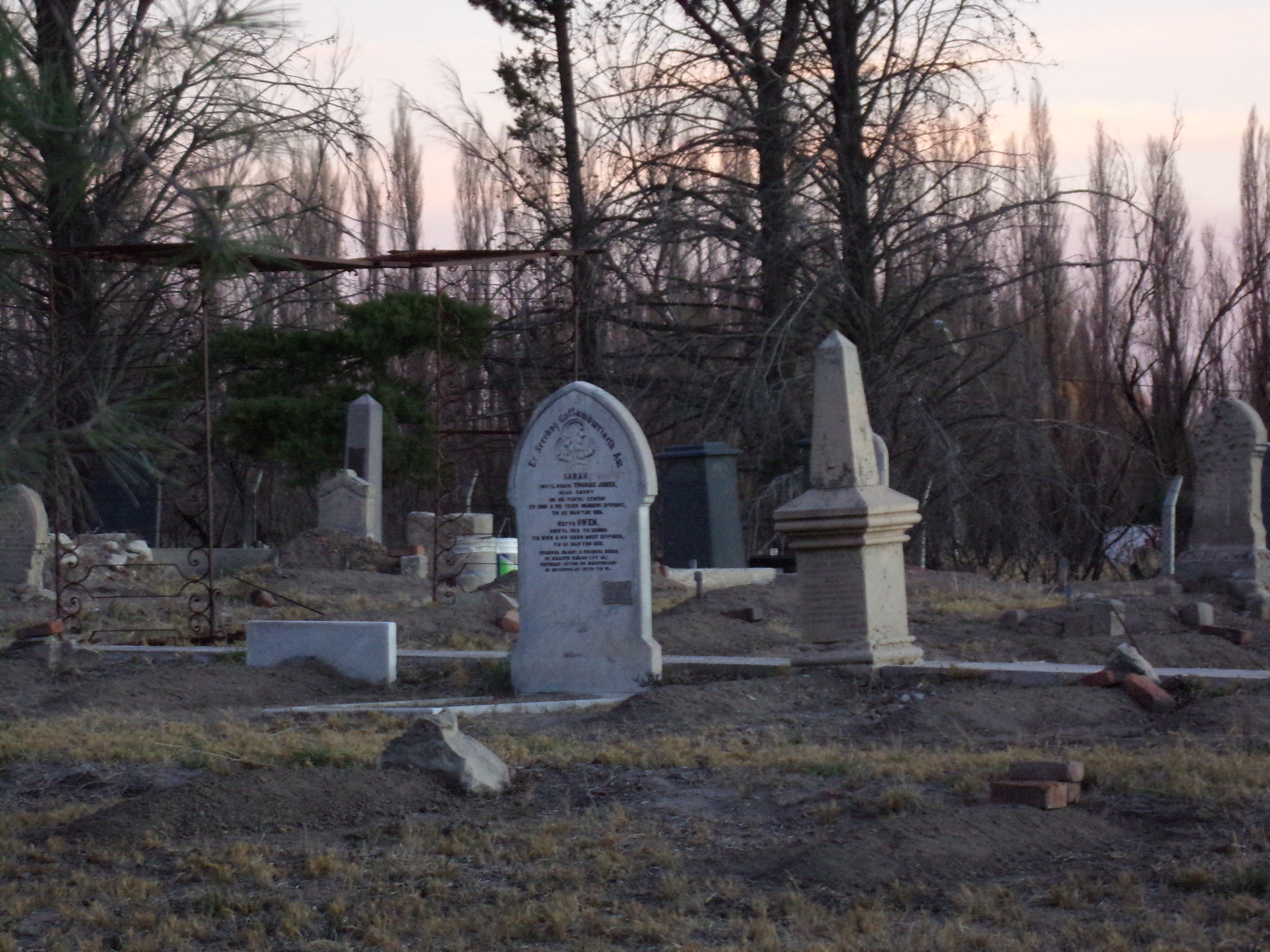
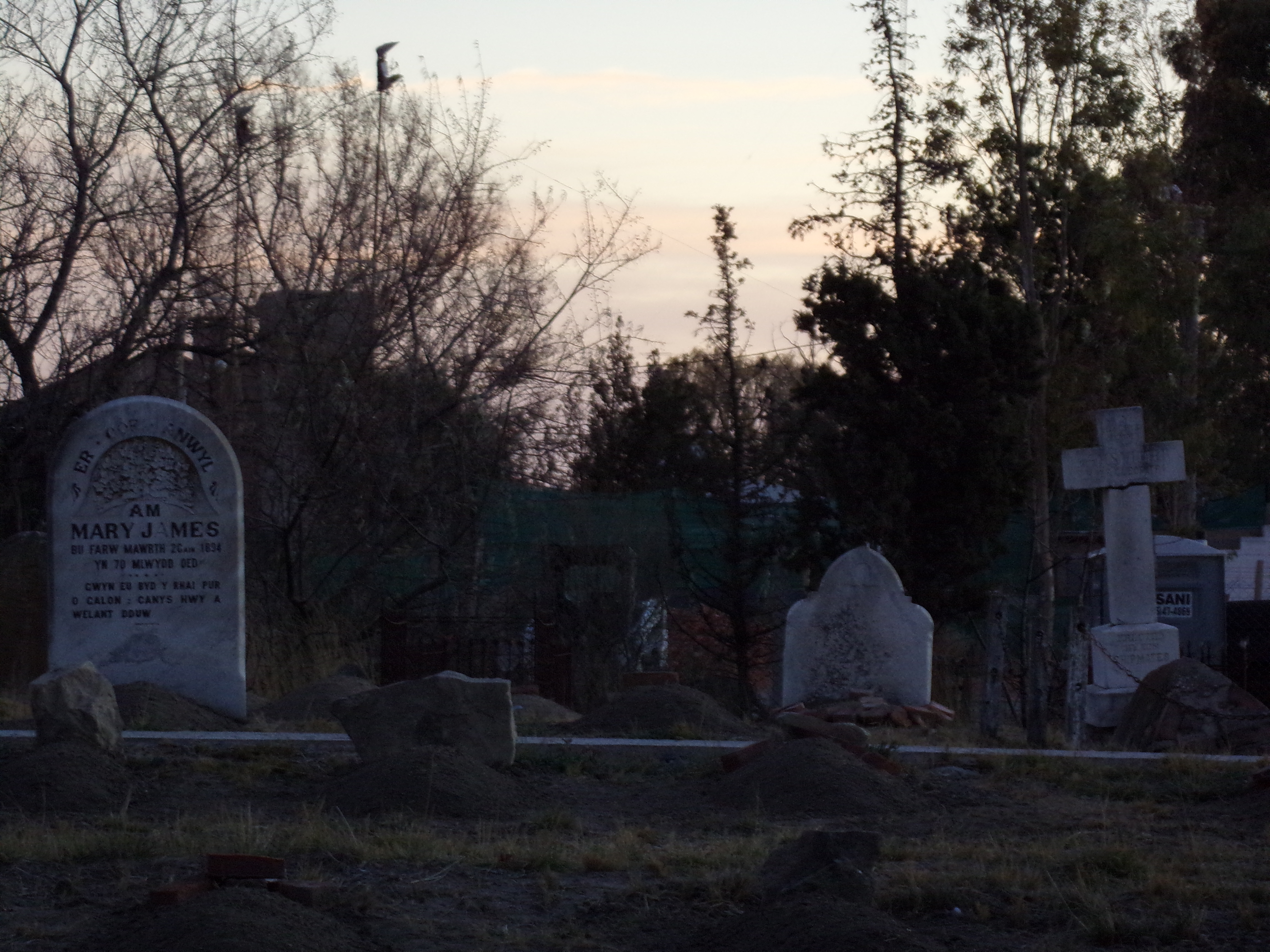
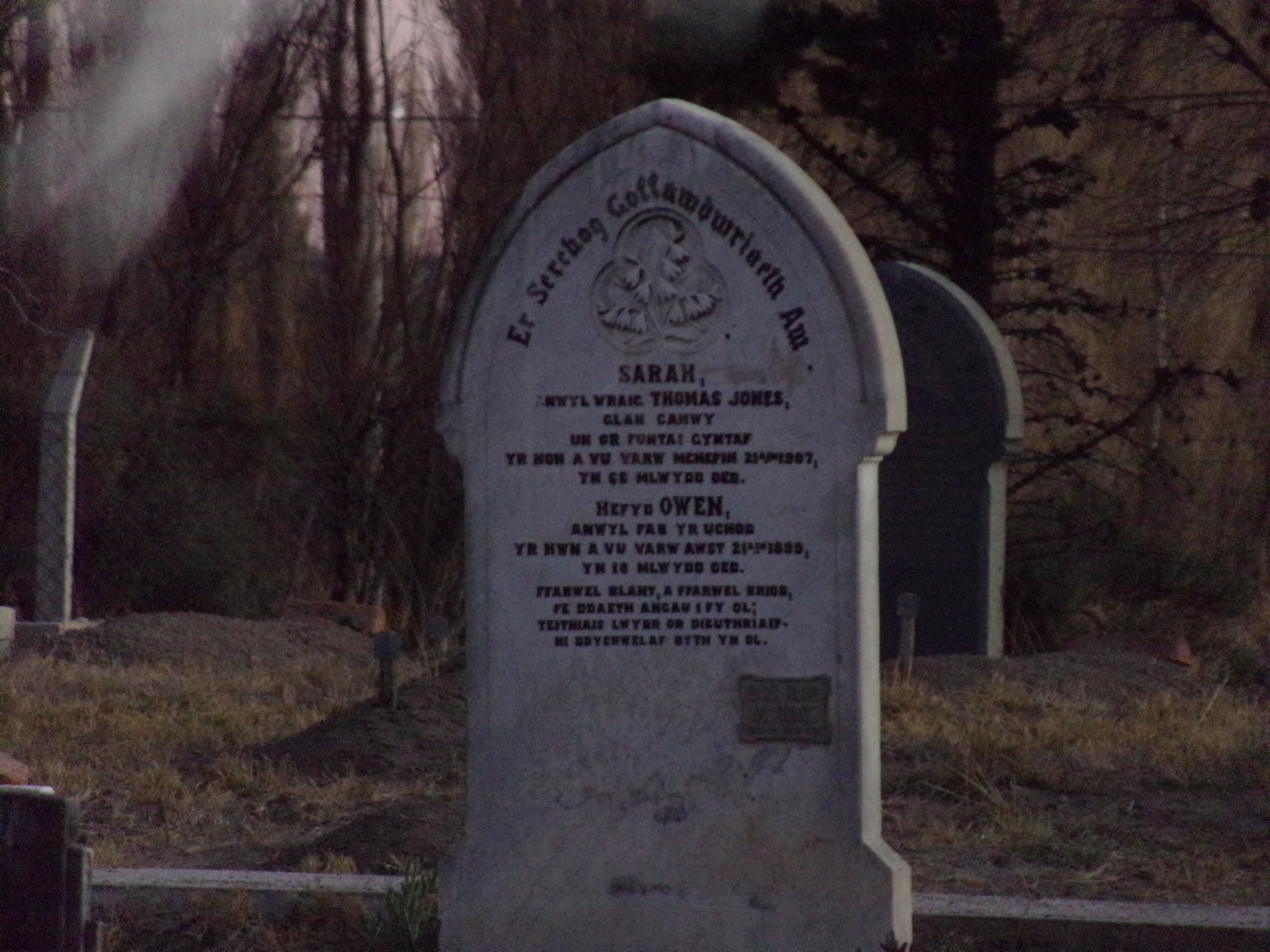